# Petr Matoušek
Petr Matoušek (* 19. Dezember 1949 in Teplice; † vor oder am 18. Februar 2025) war ein tschechoslowakischer Radrennfahrer und nationaler Meister im Radsport.

## Sportliche Laufbahn
Matoušek war im Straßenradsport aktiv. Er hatte seinen ersten Start für die tschechoslowakische Nationalmannschaft 1969 bei der Schottland-Rundfahrt (39. Platz). 1970 gewann er bei den Straßenradsport-Weltmeisterschaften in Leicester im Mannschaftszeitfahren die Silbermedaille (das Team fuhr in der Besetzung Jiří Mainuš, František Řezáč, Milan Puzrla, Petr Matoušek), im Einzelrennen kam er als Achter ins Ziel. Im selben Jahr bestritt er das britische Milk-Race, erneut die Schottland-Rundfahrt, sowie die Bohemia-Rundfahrt, die er als Zweiter beendete. 1971 bestritt er erstmals die Internationale Friedensfahrt, die er insgesamt dreimal absolvierte. Sein bestes Ergebnis dabei war der siebente Platz 1974. 1972 wurde er für die Olympischen Sommerspiele in München nominiert. Dort startete er im Einzelrennen und wurde als 47. klassiert. Im Olympiajahr gewann er auch die tschechische Meisterschaft im Straßenrennen. Seine Stärke im Zeitfahren demonstrierte er auch, als er mit seinem Verein Roter Stern Plzen dreimal die nationale Meisterschaft im Mannschaftszeitfahren (1975–1977) gewann.
Bei den Olympischen Sommerspielen 1976 in Montreal wurde er Fünfter im Mannschaftszeitfahren, im olympischen Straßenrennen schied er aus. Die tschechische Meisterschaft im Straßenrennen gewann Matoušek 1972. Mit der Jugoslawien-Rundfahrt 1975 gewann er eine der renommierten Landes-Rundfahrten für Amateure. Im August des Jahres gewann er bei den UCI-Straßen-Weltmeisterschaften im Mannschaftszeitfahren die Bronzemedaille (mit Vlastimil Moravec, Vladimír Vondráček, Petr Bucháček).